# Lacul Poiana Uzului
Lacul Poiana Uzului este un lac de acumulare antropic aflat pe cursul inferior al râului Uz, în amonte față de orașul Dărmănești din județul Bacău. Este situat între vârfurile Dealul Mare (909 m) și Farcu Mic (1364 m) din Munții Nemira – aflate la sud și, Piciorul Arsurii (1050 m) și Obcina Lapoșului (1337 m) din Munții Ciucului – aflate la nord. S-a format în anul 1970, într-un bazinet depresionar ce adăpostise înainte satul Poiana Uzului. Acumularea are o lungime de 3,75 km, o suprafață de 334 hectare și un volum de 98 milioane metri cubi apă, cu adâncimea maximă de 64,7 m.
Lacul s-a format în spatele barajului cu contraforți tip ciupercă Poiana Uzului, cu înălțimea de 80,40 m de la fundație, lățimea la bază de 74,10 m, cea de la vârf de 6 m și lungimea de 500 m la coronament, fiind proiectat în cadrul Institutului pentru Planuri de Amenajare și Construcții Hidrotehnice (IPACH) din București sub îndrumarea profesorului inginer Radu Prișcu. Lucrarea a fost realizată între 1967 și 1972 de către Întreprinderea de Construcții Hidroenergetice (ICH) din București. Reprezintă cel mai mare baraj cu contraforți din România și al nouălea ce acest tip din Europa, fiind încadrat în clasa I de importanță.
Rolul creării a fost de alimentare cu apă potabilă și industrială a localităților și întreprinderilor industriale situate pe Valea Trotușului, în special orașul nou Gheorghe Gheorghiu-Dej (fostul Onești) și Platforma Petrochimică Borzești cu consumuri mari de apă ce nu mai puteau fi satisfăcute de sursele precedente, lacul Belci și râul Cașin. S-a prevăzut ca apa din noua acumulare să fie transportată prin magistrale cu diametre între 800 și 1200 mm. S-a continuat traseul conductelor pentru a alimenta municipiul Bacău și comune din județ.
Deși barajul a fost dimensionat după calitatea slabă a rocilor de fundație, mai multe infiltrații apărute la câțiva ani după cutremurul din 4 martie 1977, ce au cauzat o suprasolicitare a drenajului, creșterea subpresiunii și mișcarea însoțită de crăpături a ploturilor, obiectivul a început să nu mai respecte cerințele naționale și internaționale de siguranță în exploatare. Începând din anul 1984 barajul a intrat într-un proces de creștere a gradului de siguranță, însă Guvernul României a solicitat în continuare în 2003 asistența Băncii Mondiale cu privire la vulnerabilitatea în fața unui potențial dezastru natural. Un accident ar avea consecințe printr-un debit mai mare de 70 000 metri cubi/secundă ce ar afecta aproximativ 25 000 de locuitori din aval, un număr considerabil de gospodării și producția a 27 de companii.

## Lacul

### Context
Scopul lacului a constat în crearea sistemului microregional de alimentare cu apă a zonei Moinești–Borzești, unde prin stația de tratare a apei Cărăboaia, apa avea să fie transportată în centrele Comănești, Moinești, Dofteana, Târgu Ocna și Gheorghe Gheorghiu-Dej (fostul Onești), unde exista problema apei potabile și industriale.

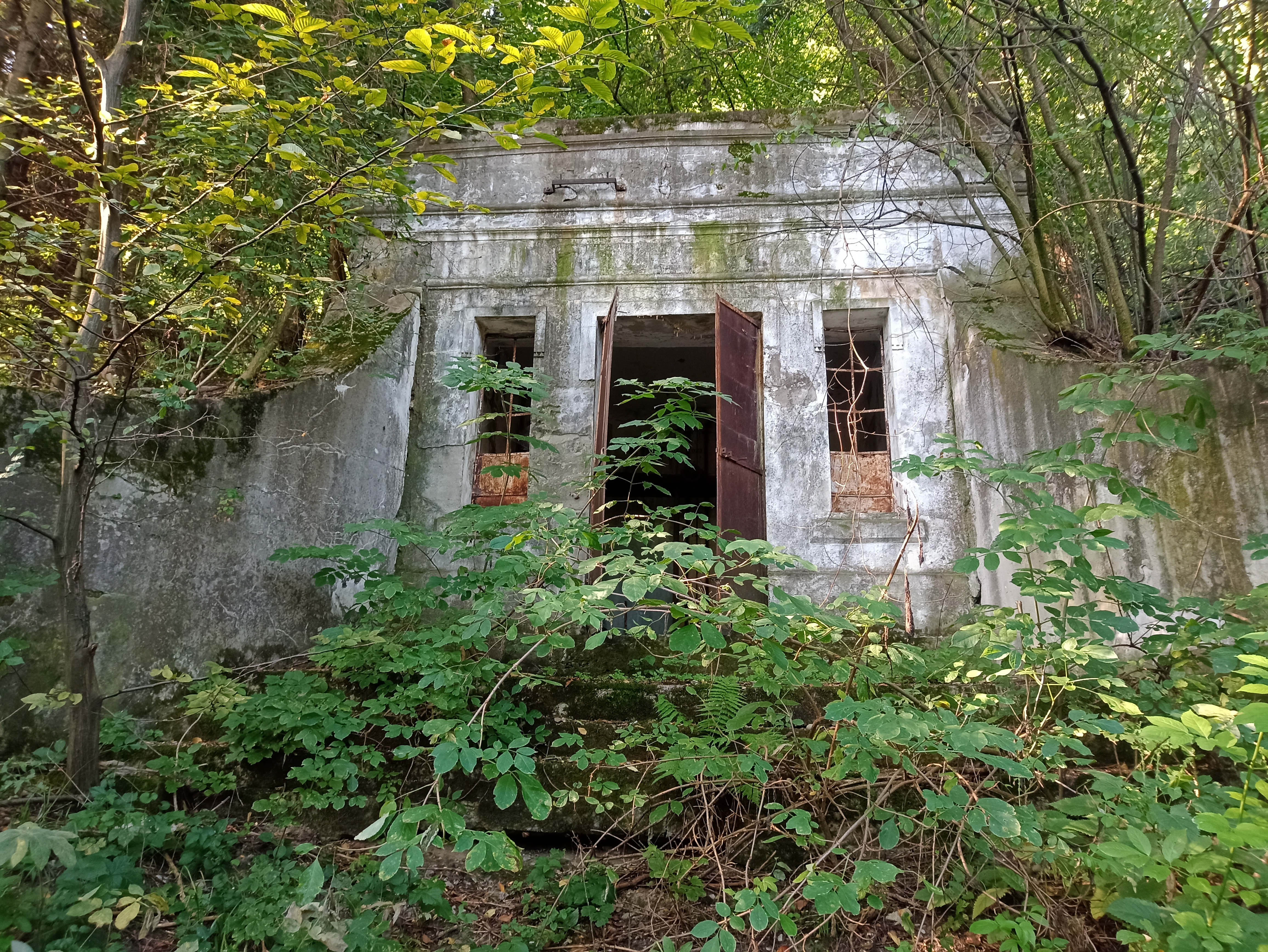
Fosta casă de apă din Târgu Ocna, situată pe dealul Măgura Ocnei.

Cea mai complexă problemă a fost ridicată de orașul nou Gheorghe Gheorghiu-Dej, cu cerințe de apă potabilă pentru subunitatea rezidențială planificată la capacitatea de 60 000 locuitori și apă industrială pentru Platforma Petrochimică Borzești, incluzând și industria termică de pe platformă. S-au studiat mai multe variante: folosirea apei din pânza freatică a râului Cașin în urma denisipării, tratării și filtrării la stația de pe dealul Cuciur (proiect realizat în anii 1952 și 1956) și folosirea apei din lacul de acumulare Belci de pe râul Tazlău (realizat între 1960 și 1963) cu o capacitate de 12 milioane de metri cubi. O altă problemă a prezentat-o alimentarea orașului Târgu Ocna, care se baza pe o instalație cu o lungime de 11 km construită în 1914, proiectată și coordonată de Elie Radu, și revizuită parțial în 1930, care prelua apă din raza comunei Dofteana, precum și din râul Trotuș. Din cauza vechimii și uzurii, debitul apei a scăzut în ultimii ani înainte de 1954, lucru ce a cauzat lipsa apei potabile în lunile de vară și îngreunarea activității industriei alimentare și unităților comerciale și sanitare. Un proiect a fost întocmit din anul 1951, însă nu a fost pus în practică.
În județul Bacău, lacurile Belci și Poiana Uzului au făcut parte din categoria celor pentru satisfacerea necesarului de apă industrială pentru platformele industriale mari. În cazul proiectului Belci, acesta a fost realizat în avale de linia de dislocație, în zona miocenului salifer, influențând astfel prin salinizarea apei și prin a fi nesatisfăcătoare pentru industrie. Soluția a treia a constat în lacul de acumulare Poiana Uzului, ca sursă de apă potabilă și industrială cu un volum de 98 milioane metri cubi.
Un proiect privind „Barajul Poiana Uzului” a fost realizat de Comitetul de Stat al Apelor (CSA) și Institutul pentru Planuri de Amenajare și Construcții Hidrotehnice (IPACH) la Bacău, în 1965, cu nr. 2584/2944. Decizia amplasării acumulării pe râul Uz a fost luată de personalul din cadrul Institutului de Planuri de Amenajare și Construcții Hidrotehnice în 1966. Valoarea lucrării a fost estimată la peste o jumătate de miliard lei, fiind una din principalele lucrări de gospodărire a apelor din țară în cincinalul 1966–1970.
Prin existența lacului se prevedea un efect pozitiv asupra scurgerii superficiale din valea râului Uz și atenuarea viiturilor. Tot ca efect s-a prevăzut în înviorarea turismului.

### Descriere
Lacul este aflat pe cursul inferior al râului Uz, în amonte față de orașul Dărmănești. Este situat între vârfurile Dealul Mare (909 m) și Farcu Mic (1364 m) din Munții Nemira – aflate la sud și, Piciorul Arsurii (1050 m) și Obcina Lapoșului (1337 m) din Munții Ciucului – aflate la nord. Este circumscris pe latura nordică de DJ123 (drum județean) asfaltat și racordat la cota de 514,7 m (după o altă sursă este de 515,9 m) a coronamentului de baraj. Șoseaua urcă în pădurea de protecție din jurul lacului și se continuă până la coada acumulării și pe urmă pe valea râului Uz, până la Tușnad. În cadrul montan din jurul lacului se succed două etaje de păduri: de gorun, la limita inferioară și la stânga lacului, la ultimele prelungiri ale Obcinei Lapoșului, și fag asociat cu conifere la limita exterioară, pe partea dreaptă cu orientarea nordică și umbrită, ce duce spre Munții Nemira. Ultimele păduri dețin cel mai mare fond cinegetic din zonă.
Drumul trece prin sectoare succesive de lumină și umbră, cu acces la izvoare reci, poieni cu stâni, cabane și locuri de camping, plaje și locuri de pescuit.
Acumularea a fost începută în decembrie 1970. La inaugurarea barajului în 1972, lacul avea o capacitate de 100 milioane metri cubi de apă.
În locul actual al lacului a existat satul Poiana Uzului, localitatea fiind desființată în septembrie 1969 ca urmare a construcției în aval în zona Pivniceri, a barajului Poiana Uzului. Locuitorii satului au fost strămutați în zona Boiștea a Dărmăneștiului, pe locul numit „Lanul Dumbrăvița”. La momentul strămutării, satul mai avea 231 de familii.
La nivelul anului 1980 lacul a fost populat cu păstrăv, ducând la posibilitatea practicării pescuitului sportiv.
Lacul are o lungime de 3,75 km, o suprafață de 334 hectare și un volum de 98 milioane metri cubi de apă (sau 90 milioane metri cubi), cu adâncimea maximă de 64,7 m, la baza construcției. Gradul de colmatare era la nivelul anilor 2020 de 5,11 % și un timp de operare în aceste condiții de 20 de ani.
Pe lângă rolul de alimentare cu apă potabilă și industrială a văii Trotușului, lacul mai are rolul de control al viiturii prin atenuarea debitelor de viitură, fără a reține apa ca tranșă de viitură, prin intermediul deversoarelor sau volumului liber al lacului.

## Barajul
Barajul a fost proiectat în cadrul Institutului pentru Planuri de Amenajare și Construcții Hidrotehnice (IPACH, în prezent Aquaproiect) sub îndrumarea profesorului inginer Radu Prișcu. Documentațiile tehnico-economice au fost realizate de inginerul Gheorghe Flegont, iar în echipele de proiectare au mai făcut parte inginerii Constantin Neculai Sofronie și Gheorghe Orășeanu. Personalul menționat a făcut parte și din Comitetul Român al Marilor Baraje (CROMB–ROCOLD), parte a Comisiei Internaționale a Marilor Baraje⁠(en)[traduceți] (ICOLD).
Conceptul ales a fost de cel cu contraforți tip ciupercă, denumire provenită de la îngroșarea în amonte, care în secțiune orizontală conferă aspectul unei ciuperci. Conturul curb din amonte, cu scopul preluării radiale a presiunii hidrostatice și eliminarea eforturilor de tensiune, a fost înlocuit cu un contur poligonal, căpătând denumirea de contraforți-diamant. Contraforții funcționează independent.
Construcția obiectivului a revenit Întreprinderii de Construcții Hidroenergetice (ICH) și a fost terminat și predat spre recepție în 26 decembrie 1972, cu un an mai devreme față de cum era plănuit. Potrivit lui Prișcu are înălțimea de 80,40 m de la nivelul fundației (însă Hidroconstrucția susține că înălțimea este de 82 m), lungimea de 500 m la coronament, lățimea la bază de 74,10 m, cea de la vârf de 6 m (4 m vârful propriu-zis) și 700 000 metri cubi în volum.
Este al treilea de acest tip din țară în ordine cronologică, după barajul Secu pe râul Bârzava (inaugurat în 1963, cu înălțimea de 40 sau 41 m și lungimea de 136 m) și barajul Strâmtori pe râul Firiza (inaugurat în 1964, cu înălțimea de 52 m și lungimea de 198 m). Dintre toate categoriile de baraje mari din țară se află pe locul 20 ca înălțime.
Din punct de vedere al importanței în țară se situează pe primul loc în această clasă de baraje prin categoria de importanță excepțională: A – indice de risc asociat RB = 0,51[A] și în clasa I de importanță după STAS 4273/73 și STAS 4273/1982. După acesta a fost construit barajul Gura Râului pe râul Cibin (inaugurat în 1980, cu înălțimea de 74 m și lungimea de 330 m). Între cele patru baraje cu contraforți din România cu înălțimi cuprinse între 41 și 82 m și realizate în deceniile șapte și opt, Poiana Uzului este cel mai înalt, iar la momentul punerii în exploatare, al nouălea de acest tip din Europa.
Se află în proprietatea Ministerului Mediului, Apelor și Pădurilor, prin Administrația Națională Apele Române, Administrația Bazinală de Apă (ABA) Siret, Sistemul de Gospodărire a Apelor (SGA) Bacău.

### Amplasament

#### Geologie
Râul Uz, alături de Ciugheș, Sulța, Ciobănuș, Dofteana și Slănic, ce constituie afluenții cei mai importanți ai Trotușului, au văi adânci și relativ înguste, cu pante accentuate, afectate puternic de spălări, rigolări și alunecări. Variația faciesului petrografic a determinat în mare măsură aspectul văilor, rezultând în profilul transversal o succesiune de lărgiri și îngustări mai mari și mai mici, în funcție de lungimea și debitul râului. În zona flișului a Carpaților Orientali, sectoarele de îngustare și lărgire sunt bine definite pe râurile Uz, Oituz, Brateș și Ața.
După considerentul variației, valea râului Uz este cea mai reprezentativă. Având o lungime de peste 40 km, aceasta secționează transversal aproape întreaga zonă muntoasă a flișului și reproduce în ansamblu, la o scară mai mică, aspectul morfologic al văii Trotușului. Valea râului Uz este secționată în trei bazinete depresionare mai importante, separate de același număr de sectoare de îngustare a văii:

Harta geologică a zonei Poiana Uzului, după datele geologice din 1962.

- primul se află în cursul superior și s-a format datorită faciesului șistos-grezos al flișului curbicortical;[44]
- al doilea este situat în localitatea Valea Uzului, Harghita și s-a format în faciesul grezos-șistos (numit și stratele de Bisericani) al flișului paleogen;[44]
- al treilea este cel din localitatea Poiana Uzului, Bacău format în faciesul șistos[42] din cretacicul inferior[44] și care se prezintă în axul anticlinalului Poiana Uzului, ce reprezintă o cută majoră a unității de Tarcău.[44] Structura anticlinală desparte bazinetul Poiana Uzului de Depresiunea Dărmănești.[45]

Bazinetul depresionar de la Poiana Uzului, în avale, este închis de o îngustare a văii aflată în sectorul de la Pivniceri. Îngustarea este cauzată de o bară de gresii dure de Tarcău, fisurate în toate direcțiile, parte a unui facies de Tarcău, secționată de râu. Gresiile sunt poziționate în strate decimetrice și mai cuprind intercalații între 2 și 20 cm de gresii șistoase-micacee. Gresiile în strate metrice formează pachete cu aspect masiv cu dimensiuni de până la 10–15 m și sunt lipsite de intercalații. Roca de bază din gresii este asociată cu șisturi argilo-marnoase situate în straturi cu o grosime variată, de la 2 cm la 2 m și local în pachete de până la 3–6 m. În șisturile argiloase predomină ilitul, caolinitul și cloritul.
Pe lângă gradul mare de fisurare există și o împărțire în falii tectonice asociate cu brecii și zone de alterare. Pasul faliilor are dimensiuni între 0,5 și 7 m.
Geologul Franz Herbich⁠(hu)[traduceți] a admis că gresia carpatică din zona Moldovei, numită de acesta gresia de Uz (Uzersandstein) este identică cu gresia de Iamna din Galiția, aparținând cretacicului superior, afirmație întărită de prezența inoceramilor în văile Uzului, Ghimeșului și Oituzului.
Stratul de acoperire al rocii este compus din aluviuni recente cu grosimea între 3 și 5 m, iar versanții au un strat de deluviu cu grosimea între 1 și 5 m. După o altă sursă, valea minoră cu o lățime de 40–50 m, localizată la mijlocul albiei majore, are grosimea aluviunilor sub nivelul albiei minore între 2 și 3 m, în schimb pe terasele laterale grosimea crește până la 7–8 m și se îmbină cu deluviul de pantă. În cazul versantului drept, acesta are o pantă de aproximativ 300 până la 100–150 m drept diferență de nivel iar în partea superioară are degradări de origine tectonică și zone de alterare. Acoperirea rocii pe versant este caracterizată de un depozit deluvial cu grosimea între 5 și 6 m. La versantul stâng iese în evidență cu o pantă mai abruptă de aproximativ 400 m pe distanța de la primii 80 m de la talveg, iar ulterior are o retragere de aproximativ 60 și 70 m lățime, unde s-a acumulat material deluvial cu o grosime între 15 și 20 m.

#### Fundație

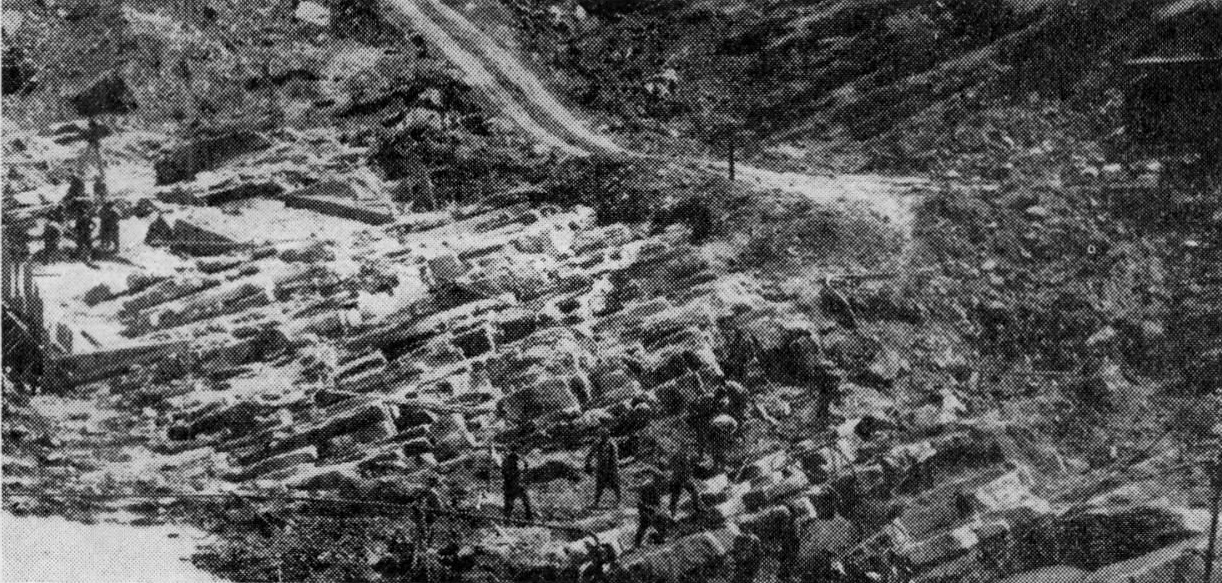
Vedere asupra rocii de fundare a barajului

În noiembrie 1966 au început lucrările de organizare a șantierului, iar ulterior în zonă a fost stabilită fabrica de betoane Poiana Uzului. Drept șef al șantierului barajului a fost numit inginerul Liviu Guțiu. În decembrie 1967 apa râului Uz a fost deviată pe o lungime de peste 400 m printr-un apeduct din beton armat, parte a primei faze de construcție a barajului.
Barajul a fost amplasat pe gresiile dure din zona Pivniceri aparținând flișului carpatic, la aproximativ 13 km amonte de confluența râului Uz cu Trotușul și la 31 km față de izvoarele râului. Valea are o secțiune transversală între versanți de 300 m (după o altă sursă este 290 m) în dreptul albiei și depășește 500 m la nivelul coronamentului barajului. Are o formă regulat trapezoidală și este orientată N 70° E. Astfel, acumularea din spatele barajului acoperă întregul bazin depresionar din Poiana Uzului.
Fundația a prezentat numeroase zone cu roci grezoase degradate și pachete de marne deformabile. Din cauza calității slabe a rocii asociată cu șisturi și marne s-a recurs la impermeabilizarea și consolidarea rocii de bază în dreptul barajului pentru uniformizarea proprietăților fizico-mecanice ale suprafeței fundației. Astfel, gresiile degradate au fost excavate, la fel și marnele pe o adâncime egală cu grosimea pachetului și golurile plombate în diferite tipuri cu beton. În ampriza barajului au fost găsite două intercalații importante de șisturi argiloase cu dimensiuni de câte 3 m, la baza versantului stâng și la baza versantului drept, în amonte. Zona de consolidare a fost realizată până la adâncimea de 15 m și se desfășoară în limita amprizei, cu toate că straturile decimetrice de gresie plonjează la 30° în aval.
Prin injectări cu suspensie ori mortar de ciment alte fisuri au fost umplute. Terenul a fost tratat și în afara amprizei pe o fâșie de 10 m. S-au creat injecții de legătură între rocă și beton cu foraje cu adâncime de 5 m sub nivelul fundației și cu o densitate de 9 metri pătrați pe conturul amprizei și de 18 metri pătrați în zona centrală. În cazul perdelei (voal) de etanșare, compusă din două sau trei șiruri de foraje cu injecții la o adâncime de 70 m și o distanță de 2,50 m între ele, se poziționează pe toată lungimea piciorului amonte și a fost prelungită încă 50 m în versanți. Consumul de ciment a variat între 25 și 2000 kg/m de fiecare foraj, media consumului fiind de ordinul a 300 kg/m.
Tipurile de roci principale, gresiile și șisturile argiloase, au prezentat o stratificație clară și cu direcția de N 55° V și înclinarea de 25–30° către nord-est. În dreptul versantului drept fețele de strat au fost aproape paralele cu panta morfologică (naturală), unde stratele au intrat în amonte și au ieșit în aval de baraj. În perioada construcției, din cauza paralelismului au apărut alunecări semnificative ale unor bancuri de gresie, ce au fost stabilizate cu ancoraje de 10 m adâncime.
| Imagine indisponibilă |  | Imagine indisponibilă |
| În stânga: planșă 3D cu topografia zonei Pivniceri și parțial a bazinetului depresionar Poiana Uzului, cu vedere spre fața barajului, după date SRTM⁠(en)[traduceți] ale NASA. În dreapta: planșă 3D cu fostul sat Poiana Uzului și cu șantierul barajului. |  |                       |

Fisurile din gresii au dus la o reducere a rezistențelor mecanice și o creștere a permeabilității apei și a deformabilității, fisurile ieșind în evidență la momentul încercărilor de permeabilitate a masivului prin efectul repartiției haotice a unor zone cu permeabilități mari și a unor tronsoane cu pierdere a presiunii de injecție. În scopul caracterizării fizico-mecanice a fundației, prin măsurători de laborator, încercări geofizice, de permeabilitate, compresiune și forfecare rocă-rocă și beton-rocă s-a obținut modulul de deformație[B] între 1000 și 4800 MPa (megapascali), unde aproximativ 50 % din deformația totală a fost de natură elastică. În privința compresabilității nu a rezultat un comportament reologic deosebit; la sarcina constantă de 2–2,5 MPa deformația s-a stabilizat în intervalul de 6–8 ore, unde deformația suplimentară nu a depășit pragul de 15 %, iar modulul de elasticitate[C] a fost în intervalul între 1700 și 9200 MPa. Permeabilitatea a rezultat în valori variate mari între 1 și 10 lugeoni⁠(en)[traduceți], cu valoarea maximă de 50 lugeoni, în zona de adâncime peste 5–10 m. În privința cercetărilor microseismice prin metoda refracției s-a ajuns la module dinamice de elasticitate cuprinse între 17 600 și 25 200 MPa.
Fisurile sunt constituite în rețele cu ochiuri de ordinul decimetrilor și metrilor, cu o orientare paralelă cu fața de strat dar și perpendiculară pe stratificație. În general, fisurile și crăpăturile au dimensiuni milimetrice și centimetrice, dar există excepții de ordinul centimetrilor. La suprafață s-au prezentat deschise sau colmatate cu argila. Cele deschise aveau o continuitate între 40 și 60 m de la suprafață, fapt dovedit de încercările de permeabilitate sub presiune în formă de foraje.
| Imagine indisponibilă                                                               |  | Imagine indisponibilă |
| În stânga: aspectul unei falii tectonice. În dreapta: stabilizarea unui pat de rocă |  |                       |

În timpul excavării suprafeței au fost identificate șase falii tectonice mai importante, unde cele principale sunt orientate vest-est (cu excepția faliei de la rostul amonte al ploturilor 21 și 22) și delimitează compartimente căzute în trepte de la nord spre sud, în general. Cele principale sunt orientate NV-SE și NE-SV, sub forma unei rețele rectangulare aproximativ regulate. Compartimentele sunt fragmentate la rândul lor în falii secundare, aproximativ orientate NV-SE și NE-SV. Zonele de faliere mai importante sunt asociate cu brecii argiloase cu gresii strivite, cu zone de la 1 la 10 m. În cazul direcțiilor faliilor și fisurilor, acestea sunt orientate față de direcția straturilor oblic, însă în zona ploturilor 11–20 caracterul de rețea rectangulară se pierde.
În total, terasamentele au însemnat 500 000 metri cubi de beton și o lungime a forajelor injectate de 70 000 m. Excavațiile au constat în 500 000 metri cubi.
Secțiunea considerabilă a văii și absența unor surse de argilă și piatră de calitate au dus la concluzia că un baraj de greutate sau un baraj de umpluturi din materiale din zonă nu este pretabil economic.

### Construcție
Barajul ales a fost cel cu contraforți tip ciupercă deschiși în aval, cu tălpi de fundație joantive și lestate, pentru a reduce cantitatea de beton folosită, în locul unui baraj masiv de greutate. De asemenea, cota talvegului în aval a fost coborâtă pentru a micșora subpresiunile.
Obiectivul, alături de alte baraje cu contraforți tip ciupercă din lume, se înscrie în categoria celor în care s-au luat măsuri pentru evitarea fisurării betonului prin limitarea lățimii amonte a contraforților sau prevederea rosturilor permanente în contraforți, aproximativ orientate după liniile izostatice, la fel ca la barajele Valle Grande⁠(de)[traduceți] (Argentina, 1964) și Farahnaz Pahlavi (Iran, 1967). De asemenea, tehnologia tălpilor de fundație joantivă în scopul măririi considerabile a stabilității generale în barajele fundate în terenuri slabe și neomogene s-a mai aplicat la obiectivele Hatanagi-II⁠(en)[traduceți] (Japonia, 1962), Valle Grande, Ikawa⁠(en)[traduceți] (Japonia, 1957) și Farahnaz Pahlavi.
Lucrările s-au desfășurat între anii 1967 și 1972, unde în martie 1968 a fost începută turnarea primului plot de beton. Darea în exploatare în regim intermediar a fost făcută la sfârșitul anului 1970, când s-a închis batardoul de la ultimul gol din baraj, lucru care a dus la crearea acumulării. În anul 1972 a fost pus în exploatare în sarcină completă. Barajul final are un volum de 700 000 metri cubi, făcându-se o economie de 300 000 metri cubi.

#### Ploturile din beton
Barajul constă în 33 de ploturi cu lățimea de 15 m din care:
- trei sunt masive[28][19] – în dreptul versanților: 1, 32 și 33[56]
- trei deversante[28][19] – 19, 20 și 21[56]
- 27 de tip curent[28][19] – alcătuite dintr-o ciupercă poligonală, cu o înclinare în elevație de 1:0,50,[28] și rezemată pe toată înălțimea de un contrafort cu o lățime de 5 m.[28] La rândul lui, contrafortul de 5 m se reazemă pe un soclu de fundație cu o lățime de 5 m, egală în dimensiuni cu cea a ciupercii.[28][19] Astfel, ploturile realizează o fundație continuă (joantivă[19]), care acoperă și protejează terenul de fundație. Soclul mai are rolul drept suport al unei lestări cu materiale locale (balast[19]), ce a redus volumul de beton[28] cu aproximativ 21 000 metri cubi,[19] cu o greutate egală umpluturilor.[28] Umplutura de lest este stabilizată prin evazarea părții inferioare a contraforților dinspre aval.[56]

Suportul planului de alunecare, plan care asigură tasarea uniformă a plotului și a lestului, este realizat prin rostul dintre ploturi, unde lestul este secționat prin doi pereți de zidărie din cărămidă cu mortar pe o parte și de alta cu o grosime de 6 cm. Între pereți, rostul propriu-zis dintre ploturi și lest este umplut cu un mastic bituminos cu grosimea de 5 mm. Prin tasarea simultană a plotului și lestului se obține controlul strict al stabilității la alunecare al fiecărui plot. Dacă această intervenție nu ar fi existat la lestările ploturilor, în cazul unei tasări mai mari a unui plot față de cele vecine s-ar fi produs o suprafață de alunecare prin lest, descărcând plotul de greutatea lestului și a forței de la baza plotului.
Contraforții mai sunt secționați în sectoare de 13,20 m lățime prin rosturile de contracție permanente (pentru controlul comportării termice), orientate paralel cu paramentul din aval. Au fost realizate rosturi cu redane pentru transmiterea eforturilor tangențiale de alunecare în planul contraforților. Piciorul aval al contraforților a fost îngroșat pe o porțiune de un sfert din înălțimea plotului pentru a mări rigiditatea longitudinală la solicitările seismice. Înclinarea paramentului amonte este de 1:0,50 iar cea a paramentului aval de 1:0,45.
Rosturile de turnare și cele dintre ploturi nu sunt injectate, acest lucru fiind valabil pentru toate marile barajele cu contraforți-ciupercă din țară, cu toate că după anii 1970, la nivel mondial, aceste rosturi sunt injectate în zonele active seismic. Un exemplu de comportare în acest sens este barajul Manjil⁠(en)[traduceți] (Iran) cu înălțimea de 110 m, care a rezistat unui cutremur⁠(en)[traduceți] cu accelerația de 0,7 g datorită rigidității contraforților.
Întreprindererea de Construcții Hidroenergetice (ICH) a introdus în premieră pe țară în activitatea proprie soluții tehnice considerate inedite și eficiente tehnic, precum:
- sablarea rosturilor de betonare, tehnologie care elimină microfisurarea și duce la obținerea unor rosturi de rezistență egală cu aceea a betonului monolit.[19] Inițial, tratarea rostului orizontal de lucru în cazul lipsei tratamentului în intervalul între 4 și 6 ore sau când s-a circulat cu autocamioane pe lamelă, consta în buceardare. Însă metoda a provocat microfisuri în betonul întărit, abia apoi recurgându-se la aplicarea sablării la un interval între 12 și 24 ore, care a eliminat dezavantajul.[59]
- vacuumarea suprafeței betonului la parament (deversor[60]),[19] ce a condus la extragerea a unei cantități de apă între 8 și 10 litri/metru pătrat și creșterea rezistenței la compresiune în proporție de 50 %[61][19] față de cuburile de probă.[61] Instalația consta într-o pompă de vacuum de 7 kW și un debit de 33 metri cubi pe minut racordată la un panou de vid prin furtunuri de cauciuc.[62] Panoul putea fi racordat la cofrajele curente iar durata vacuumării era între 20 și 30 minute.[62]
- precomprimarea cu scopul ancorării rocilor fisurate de pe versanți.[19]

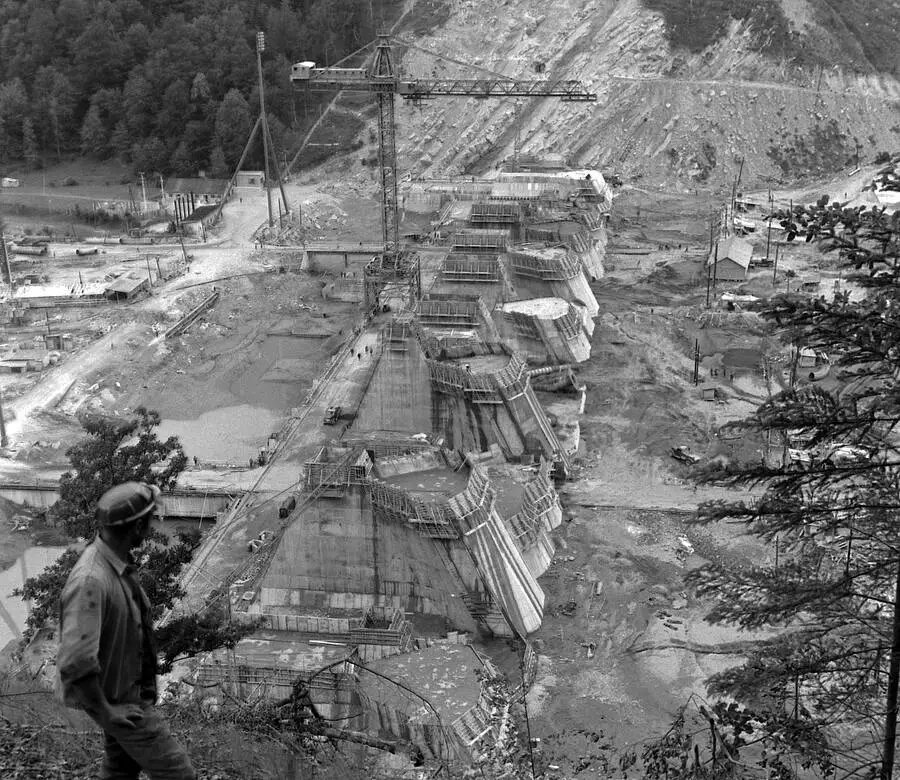
Șantierul văzut de pe versantul Munților Ciucului, fiind vizibilă orientarea rocilor în versantul Munților Nemira și macaraua KBGS.

S-a practicat zonarea betoanelor, prin crearea unor amestecuri cu calități diferite. Pentru zona ciupercii s-au fabricat betoane cu dozaje de 250 kg din ciment Portland⁠(en)[traduceți] pe metru cub și pentru zona contrafortului de 200 kg ciment Portland pe metru cub. Betonul a fost asociat cu aditivi antrenori de aer (microspumanți), cu rol de substanțe tensioactive ce produc bule de aer cu diametrul de ordinul micronilor și care folosesc la mărirea lucrabilității și coeziunii betonului și reducerea raportului apă-ciment. Mărcile utilizate au fost SSB (lignosulfonați⁠(en)[traduceți] ai calciului și carbonați obținuți din distilarea alcoolului din deșeul de celuloză-hârtie și sulfiți din alcool, din URSS) și Disan (R. S. România). Cofrarea s-a realizat cu cofraje metalice ridicătoare cu manta din tegofil, fixate de grinzi macaz și consolidate de grinzi orizontale din profile „U”, la care s-au adăugat ancore. De asemenea s-au mai utilizat cofraje prefabricate din beton de clasa B200 pentru cofrarea și protecția părții inferioare a contraforților, fiind în greutate de 2,5 tone. Metoda prefabricatelor a reprezentat o altă soluție în premieră a întreprinderii de construcție.
Construcția corpului barajului a fost deservită de o macara KBGS (КБГС) produsă de Uzina „Gidrostal-construcția”⁠(ru)[traduceți] (Cehov, URSS) cu o sarcină de 450 tm, adusă de la șantierul barajului Porțile de Fier I.

#### Drenajul
La nivelul rocii de fundație s-a creat un sistem unitar de injecții-drenaje, deoarece oricât de etanșe ar fi perdelele de ciment, pot fi străpunse sau ocolite de apele de infiltrație, lucru care duce la creșterea subpresiunilor pe baraj. Zona de consolidare, la o adâncime de 15 m, se desfășoară doar în limita amprizei barajului.
Pe lângă injecțiile trilinare există la 12 m aval de baraj o perdea de drenuri din foraje cu adâncimea de 20 m cu tuburi din PVC. La piciorul aval există un șir de străpungere a zonei comprimate din roca de fundație Sistemul unitar a fost suplimentat cu 3 sau 4 șiruri de drenuri de aceeași adâncime, amplasate în rosturile dintre ploturi, și au ajuns, probabil, până la limita zonei de influență a injecțiilor de consolidare, realizate cu aceeași tehnologie cu cea a perdelei de injecții. Acest lucru constituie una dintre cauzele pentru care drenajul preia o parte mică din apele de infiltrație, fenomen ce a dus la anomalii în comportarea barajului și necesitatea elaborării în 1996 a unui proiect de ameliorare a siguranței, care constă în adâncirea drenajelor și în extinderea zonei de consolidare în aval, la 26 m de piciorul barajului.
Informații suplimentare: Lacul Poiana Uzului#Sistemul de injecții-drenaje
Bazele rosturilor de dilatație dintre fundațiile contraforților au galerii de drenaj vizitabile, ce se ramifică în „T” la nivelul ciupercii, unde din întreaga incintă a barajului apele colectate sunt evacuate într-un canal colector semifabricat cu lungimea de 800 m și diametrul de 1000 mm.
Evacuarea apelor mari se realizează printr-un deversor realizat pe lățimea ploturilor 19, 20 și 21, compus din 3 câmpuri și 3 stavile stavile clapetă cu dimensiunile 13 pe 4 m, cu acționare hidraulică. Capacitatea deversoarelor este de 900 metri cubi/secundă.
Restul evacuărilor de ape constau în:
- goliri de fund prin conducte[56] metalice[19] DN 1400 mm (după o altă sursă este de 1500 mm[19]) în fiecare dintre ploturile deversoare, cu pragul situat la cota 448 m.d.m., unde la o conductă există două vane fluture DN 1500 mm cu acționare hidraulică, iar debușarea are loc în bazinul de liniștire al deversorului. La golirea de la plotul 19 s-a montat ulterior în aval de vanele fluture și o vană lămâie DN 1200 mm și cu acționare electromecanică.[56] La piciorul aval al ploturilor deversante a fost construit disipatorul de energie, bazin cu lățimea de 43 m, lungimea de 70 m și înălțimea de 11 m. Dimensiunile au fost determinate pe baza încercărilor de laborator.[19]
- priza de apă potabilă și industrială[19] DN 1500 mm, cu preluare a apei de la trei cote diferite: 480, 465 și 454 m.d.m.,[56] în funcție de calitatea acesteia,[19] cu câte o vană fluture DN 1400 mm pentru fiecare racord și cu o vană fluture de închidere DN 1400 mm.[56] Priza este înglobată în ciuperca plotului 17.[19] Pe conductă mai există ramificațiile: golirea de fund cu bypass, unde o ramificație cu DN 1400 mm pleacă din conducta principală dotată cu o vană fluture de siguranță DN 1400 mm și cu o vană conică DN 1200 mm cu acționare electromecanică;[56] priza suplimentară printr-o conductă DN 300 mm ce alimentează Rafinăria Dărmănești[56] cu un volum de 0,5 metri cubi/secundă,[22] dotată cu două vane plane sertar DN 300 mm și legată înaintea vanei de siguranță DN 1400 mm de la golirea de fund prin bypass.[56]
- priza de apă de servitute compusă din trei conducte metalice DN 500 mm unde, unde la fiecare există câte doi robineți cu sertar pană DN 500 mm acționați manual.[56]
- priza centralei hidroelectrice (CHE) aflată la cota 554 m.d.m., continuată cu o conductă forțată DN 2200 mm dotată cu o vană sferică.[56] Priza se află în plotul 18.[19] O turbină mică este folosită la ruperea de presiune a conductei de apă spre stația de tratare,[56] unde pentru alimentarea cu apă potabilă există o capacitate de 1,5 metri cubi/secundă.[22]

Potențialele tasări neuniforme ale ploturilor a adus în calcul etanșeizarea rosturilor de dilatație dintre ciuperci. Pentru acest lucru s-au montat două benzi de etanșare, cea din amonte din tablă de cupru cu grosimea de 2 mm și cea din aval din material plastic (PVC) sub marca Sika M-35, acestea fiind distribuite la 50 cm și respectiv 1 m de marginea rostului. S-a lăsat posibilitatea injectării ulterioare a spațiului dintre benzi cu conducte lăsate în timpul construcției pentru acest scop. La 50 cm în spatele benzii Sika se află un dren cu diametrul de 200 mm care colectează potențialele ape de infiltrație.

#### Siguranță
În dreptul plotului 11, fundat pe o rocă mai slabă, și 24, fundat pe o rocă foarte bună, sunt amplasate aparatele de măsură și control.
După prevederile proiectului se realizează supravegherea obiectivului, la care s-au adăugat completările și modificările apărute în urma anomaliilor înregistrate în anul 1984 și a analizelor periodice pe baza observațiilor și măsurătorilor făcute în timpul exploatării, începând de la punerea în funcțiune până în zilele noastre.
Informații suplimentare: Lacul Poiana Uzului#Efectele seismelor și îmbătrânirii
S-a stabilit că avarierea barajului, ca element de structură, poate avea loc prin:
- alunecarea pe talpa de fundație:[75]
  - provocată de creșterea subpresiunilor prin:
    - străpungerea voalului de etanșare din cauza spălării cimentării sau eforturi de întindere la piciorul amonte, eforturi obținute din combinarea sarcinii hidrostatice și variațiile de temperatură;[75]
    - colmatarea drenajelor, cu probabilitate mare în cazul existenței unor subpresiuni dintre straturi mult mai mari decât cele de la talpa de fundație, în relație directă cu precipitațiile.[75]

  - sau de micșorarea greutății proprii prin spălarea lestului dintre ploturi, din cauza unor debite peste capacitatea proiectată a evacuatorilor, blocarea unor stavile sau greșeli de exploatare.[75]
- alunecarea pe un plan din fundație, împreună cu roca;
- dezvoltare de fisuri în elementul tip ciupercă, cu străpungere în amonte, prin eforturi și deformații atât în beton cât și în rocă. Acest fenomen nu s-a constatat până la nivelul anului 2014, la realizarea unui studiu.[75]

Dintre cele trei posibilități de cedare, alunecarea la talpă deține o pondere relativă foarte mare, unde în cadrul ei creșterea subpresiunilor are ponderea cea mai mare.

Aspecte din timpul construcției și după finalizare
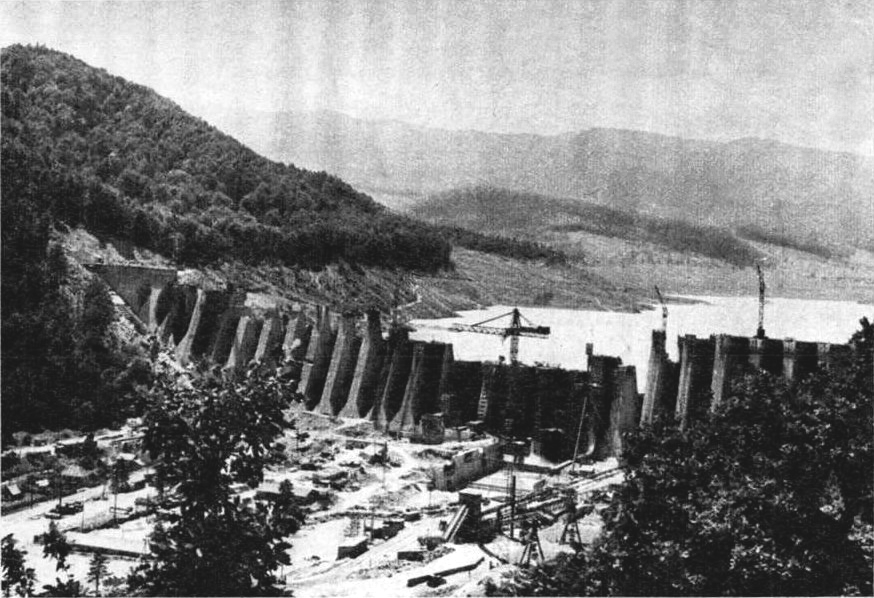
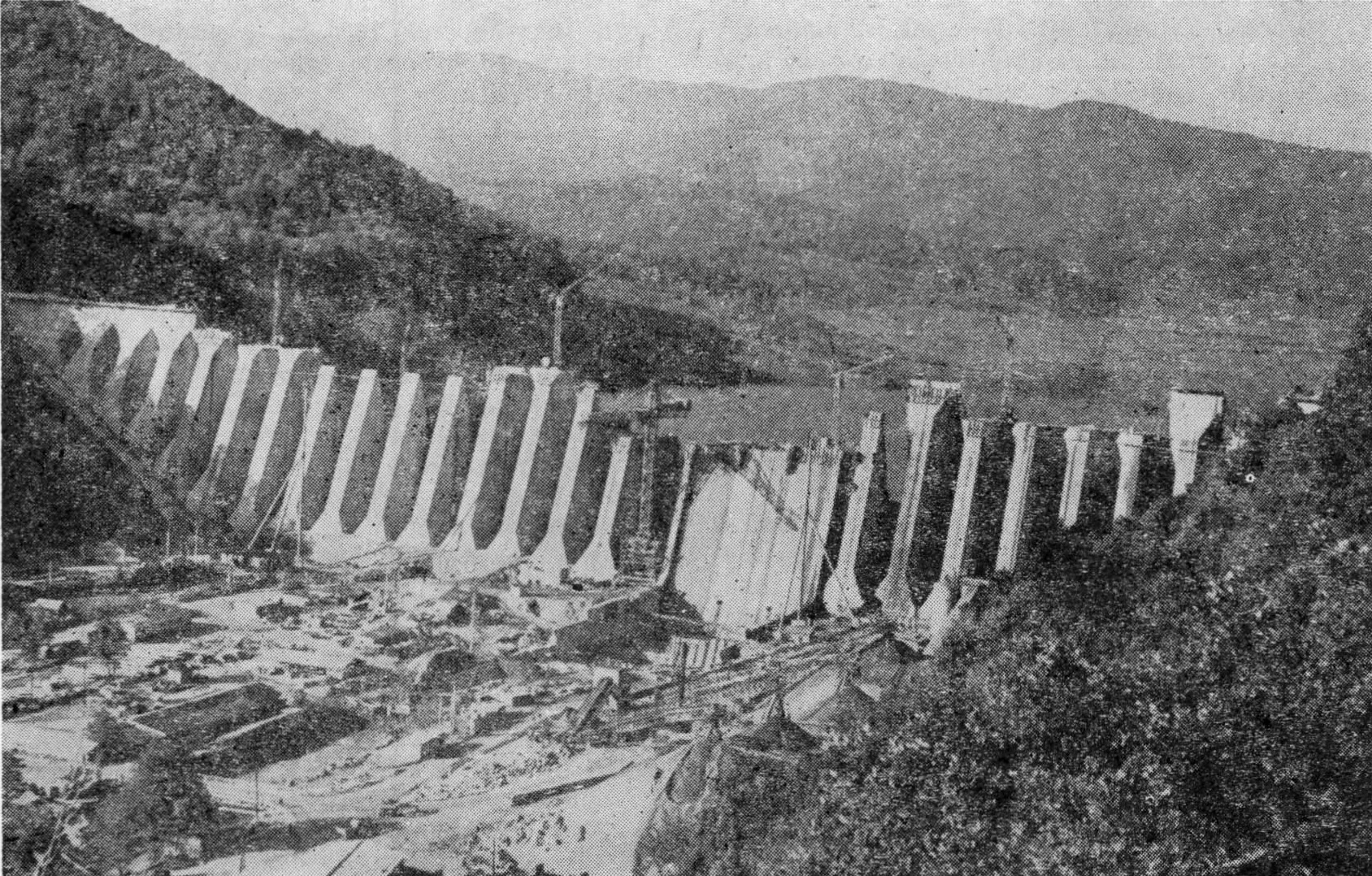
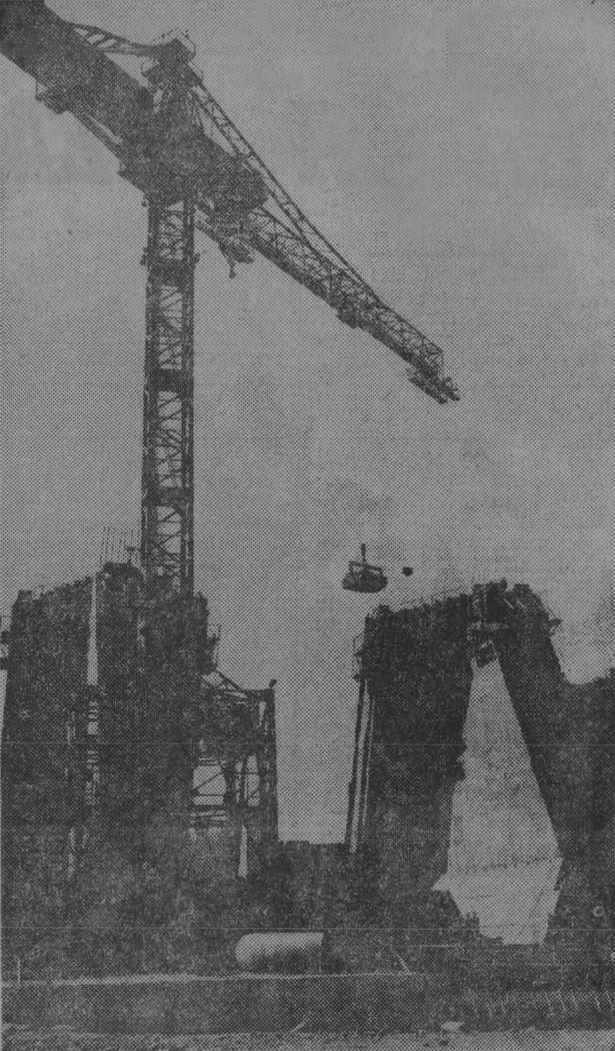
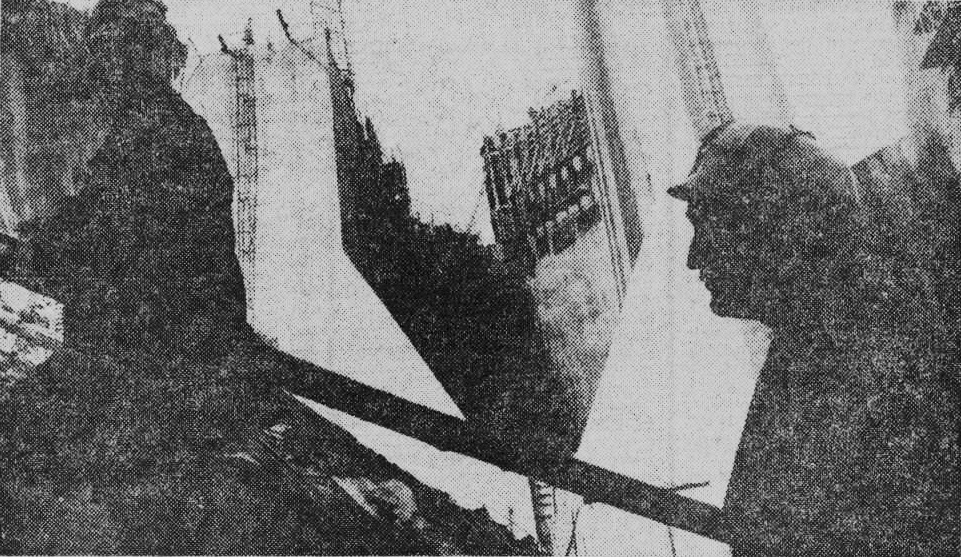
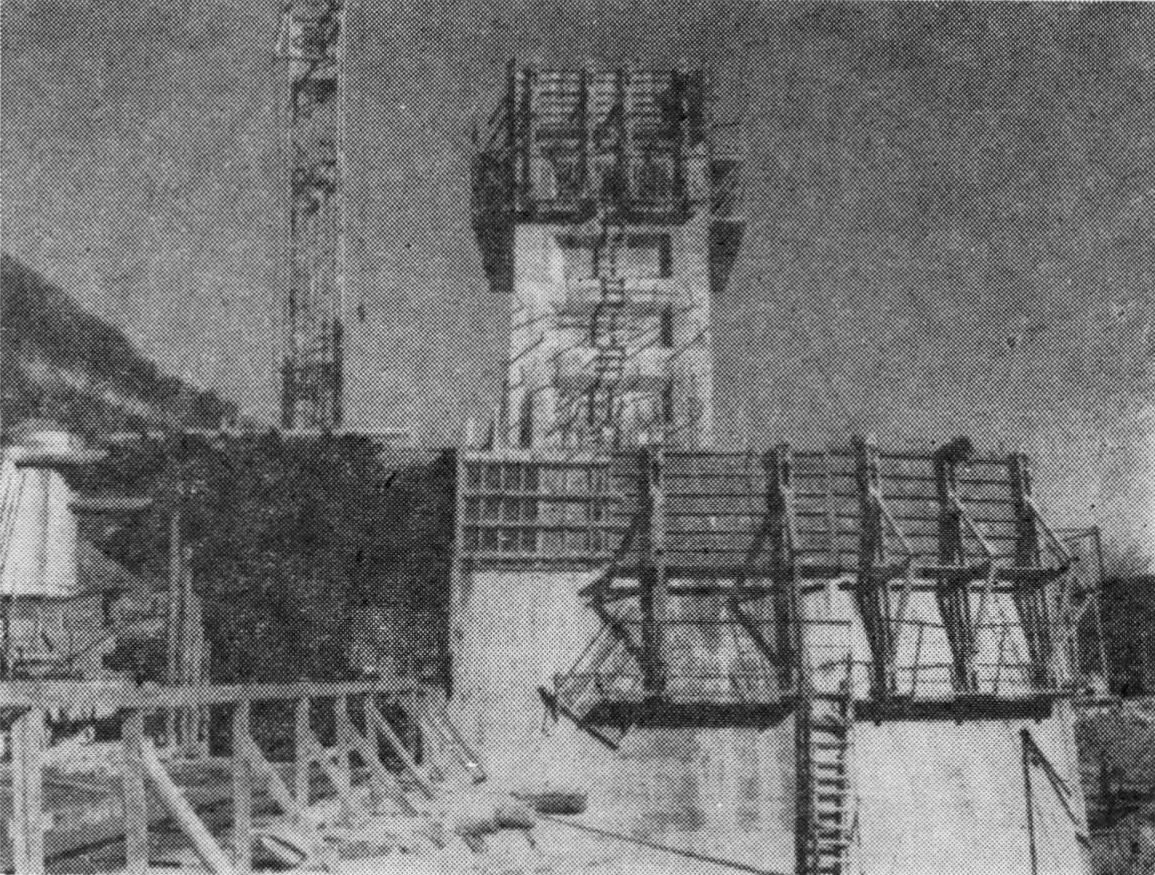
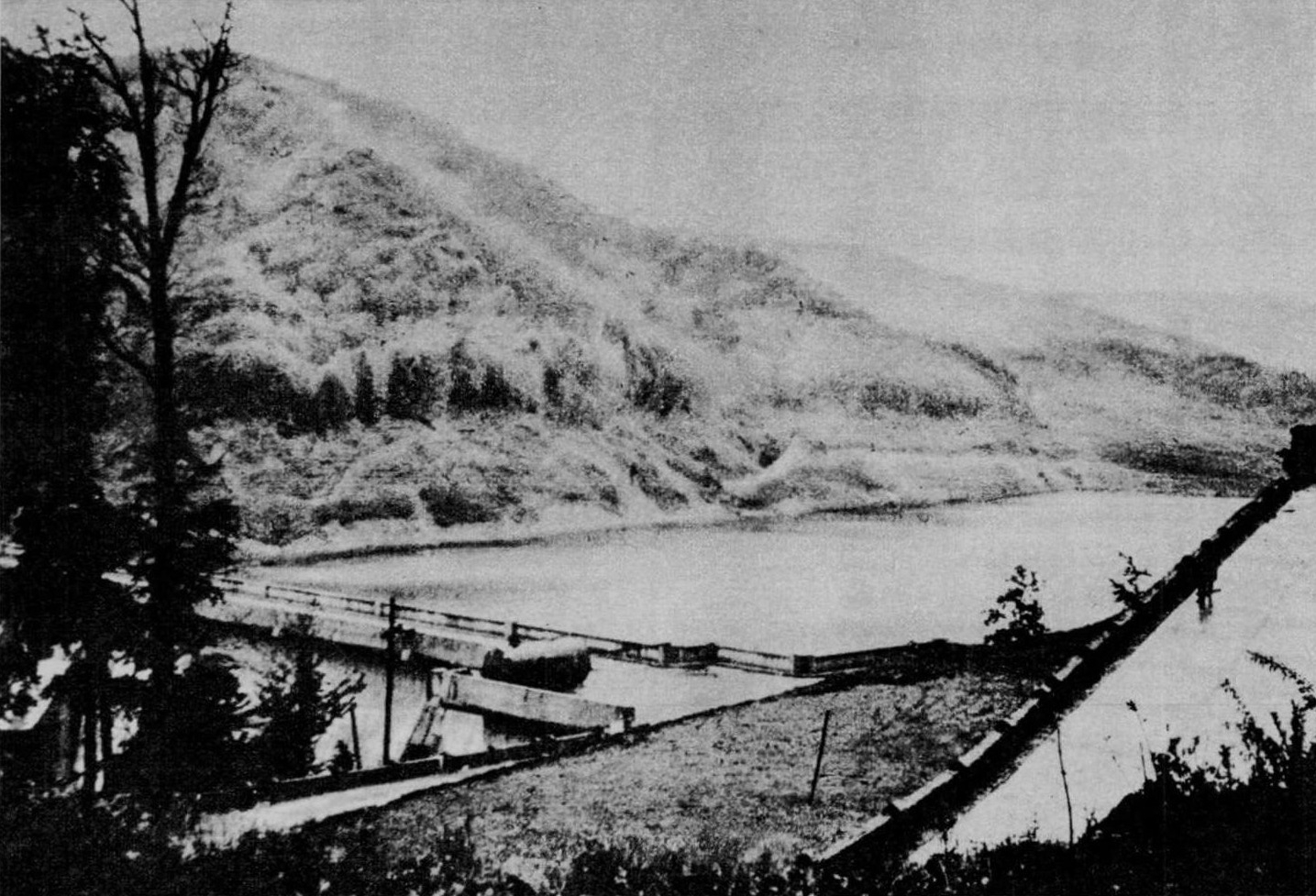

### Alimentare cu apă potabilă și industrială

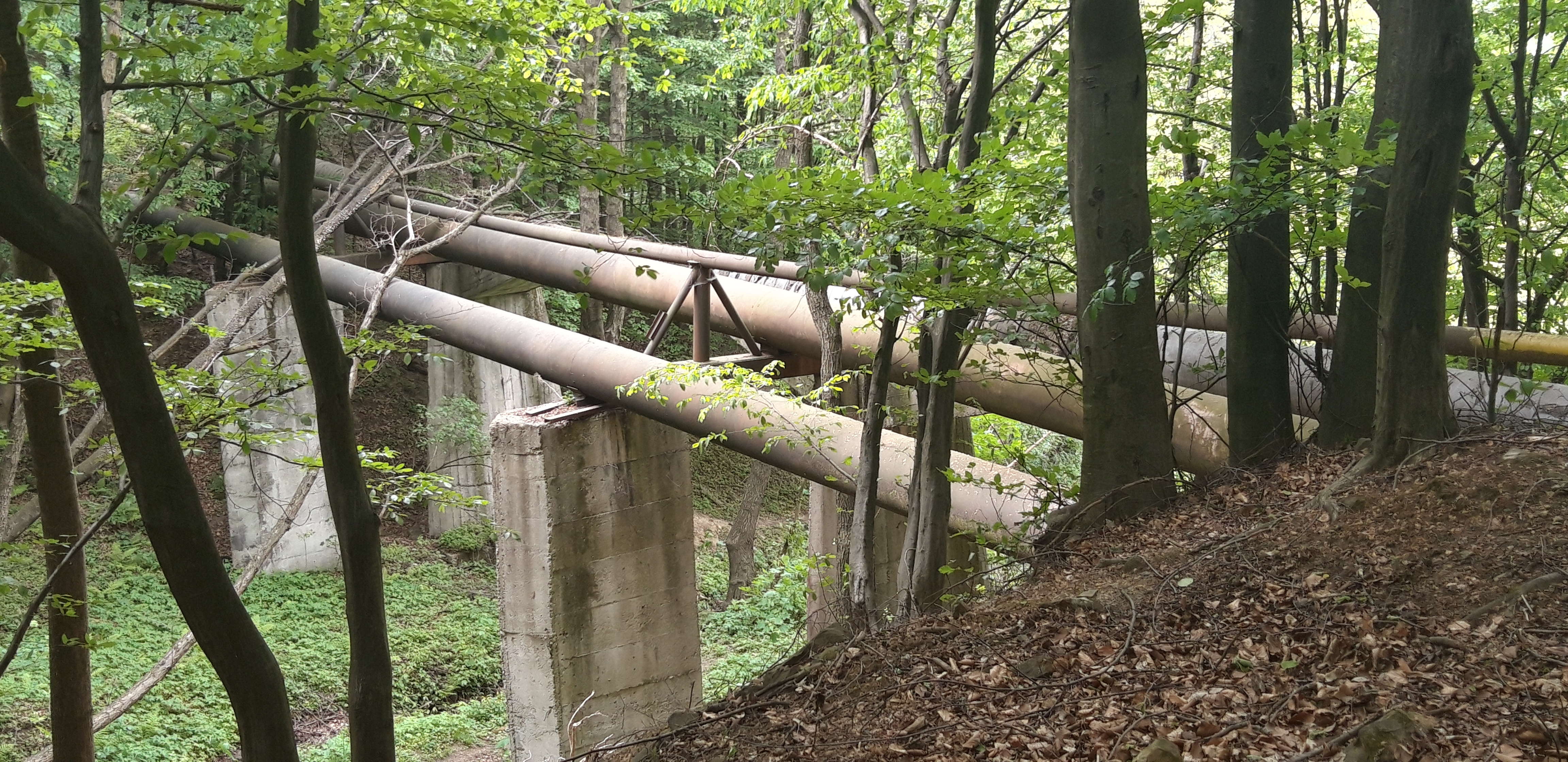
Magistralele de apă Cărăboaia-Onești în pădurea Măgura Ocnei

În urma construcției barajului a rezultat o acumulare de 90 milioane metri cubi de apă, necesară utilizării în zonele industriale din bazinul râului Trotuș și a municipiului Bacău.
În anul 1973 a fost construită stația de tratare Cărăboaia, fiind alimentată cu apă brută din lacul de acumulare. Capacitatea stației este de 800 litri/secundă și 69 120 metri cubi/zi. Capacitatea de producere a apei potabile este de 1,5 metri cubi/secundă și cea industrială de 6,5 metri cubi/secundă în perioadele secetoase ale anului. În cadrul reabilitării stației în 2020 s-a construit o linie de recuperare și tratare a nămolului, s-a adăugat sistemului de monitorizare SCADA și alte modernizări. Proprietarul stației este Consiliul Județean Bacău.
În anul 1978, ca urmare a prăbușirii unei exploatări de sare aflate la confluența râului Slănic cu Trotușul din Târgu Ocna, s-a format un lac sărat cu o adâncime de 57 m și o suprafață de 10 000 metri pătrați, unde a necesitat mutarea traseului conductei de apă către Gheorghe Gheorghiu-Dej, alături de mutarea șoselei și evacuarea unor clădiri și întreprinderi industriale și din zonă.
La nivelul anului 1989, apa era distribuită printr-un sistem centralizat care cuprindea orașele Comănești – Moinești, Târgu Ocna și Gheorghe Gheorghiu-Dej. Dintre acestea, cel mai mare consum de apă l-a atins Gheorghe Gheorghiu-Dej cu 15 740 metri cubi, din care o treime pentru uz casnic și două treimi pentru industrie și alte utilizări. Însă în cartierele semiurbane din localitățile menționate încă se utilizau fântânile publice și private. Unele întreprinderi industriale suplimentau necesarul de apă industrială prin captări proprii și dețineau instalații de recuperare a apei uzate.
Pentru alimentarea cu apă a municipiului Bacău, prin măsura ISPA începând cu anul 2002 s-a realizat o captare nouă a apei brute de la baza barajului, fiind compusă dintr-o conductă cu diametrul de 1200 mm și o cameră operațională cu valve de siguranță. Ulterior, apa brută este transportată gravitațional printr-o conductă cu diametrul de 1000 mm până la Moinești, la o distanță de 20,3 km, unde se află o stație de pompare care compensează temporar insuficiența debitului gravitațional și o stație de preoxidare care limitează dezvoltarea biofilmelor în interiorul conductei. De la microhidrocentrala (MHC) Stejaru, la o distanță de 23,6 km față de stația de pompare Moinești, apa este transportată gravitațional prin conducta originală cu diametrul de 800 mm și parțial reabilitată, care ajunge la stația de tratare Barați. Lungimea totală a conductei Poiana Uzului–Bacău este de 62 km. Investițiile au fost finalizate în anul 2011.
Până în anul 2015, livrarea de apă brută s-a făcut către Petrochemical Trading S.R.L. din Dărmănești (Rafinăria Dărmănești), parte din platforma industrială Onești. Unitatea a fost ulterior oprită. Apa potabilă este livrată la Compania Regională de Apă Bacău (incluzând orașul Bacău, precum și comunele Mărgineni, Ștefan cel Mare, Buciumi, Cașin, Ardeoani, Poduri, Măgirești). De asemenea este transportată la S.C. Comunal Service Comănești, S.C. Apa Prim S.A. Moinești, Consiliul Local Târgu Ocna, S.C. Apă Canal S.A. Onești, și primăriile Dărmănești, Dofteana, Pârgărești, Târgu Trotuș și operatori economici cu consumuri mici de apă. Populația deservită reprezintă 217 451 persoane.

### Debit
În dreptul barajului se controlează un bazin cu o suprafață de 420 km pătrați, cu un debit mediu al râului de 4,37 metri cubi/secundă și debit modul[D] la proiectare de 3,8 metri cubi/secundă. Institutul Național de Meteorologie și Hidrologie (INMH) a realizat un studiu în anul 1992 în care s-au calculat debite diferite față de cele stabilite în momentul proiectării. Astfel, debitul afluent la proiectare era de 540 metri cubi/secundă cu asigurarea de 0,1 % și de 900 metri cubi/secundă la 0,01 %, dar în 1984 debitul la 0,01 % a fost calculat la 1075 metri cubi/secundă și în 1992 la 1235 metri cubi/secundă. Tot în 1992, la asigurarea de 0,1 % s-a calculat debitul de 900 metri cubi/secundă. La restul asigurărilor s-a stabilit 245 pentru 10 %, 335 pentru 5 %, 410 pentru 3 %, 465 pentru 2 %, 560 pentru 1 % și respectiv 660 metri cubi/secundă pentru 0,5 % în 1992.
Pentru trecerea apelor în perioada construcției barajului a fost realizat un canal de deviere calculat cu un debit de 144 metri cubi/secundă la o asigurare de 10 %, dovedindu-se insuficient din cauza inundării de două ori a șantierului.

### Producerea de energie electrică

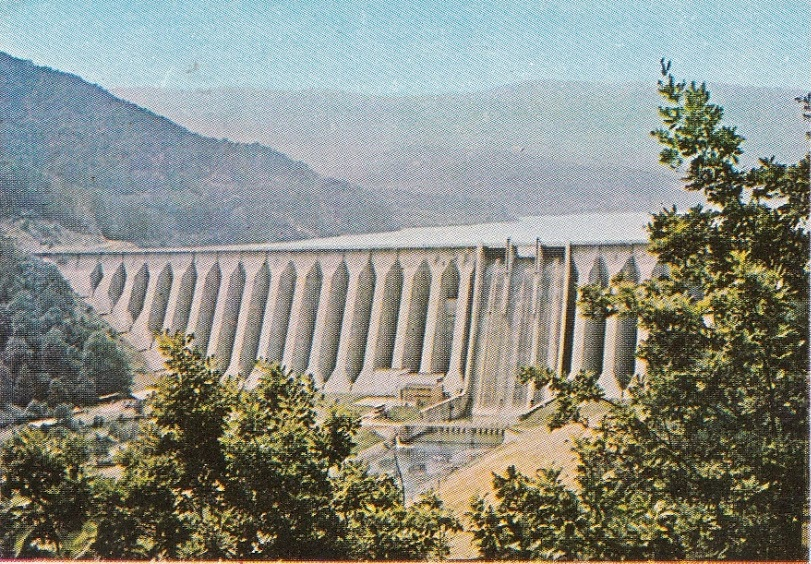
Imagine cu barajul și lacul Poiana Uzului extrasă dintr-o carte poștală din 1976. Clădirile turbinelor și generatoarelor se află la baza barajului, în dreapta deversoarelor.

Construcția centralei hidroelectrice a fost începută în ianuarie 1972. CHE/CHEMP[E] Poiana Uzului are o putere instalată de 4,1 MW și produce 14 GWh/an (12,6 GWh/an în medie) energie electrică. Este împărțită în două grupuri:
- grupul nr. 1 cu o turbină hidraulică de tip FVM 3,6 - 72 și generator de tip HVS 260/35 - 10, cu o putere electrică instalată de 3,4 MWe și anul PIF 1976;[82]
- grupul nr. 2 cu o turbină hidraulică de tip FOM 0,75 - 54 și generator de tip GSA - 92 - 6, cu o putere instalată de 0,7 MWe și anul PIF 1976.[82]

Turbina mare are numai o utilitate energetică, însă turbina mică este folosită la ruperea de presiune a conductei de apă spre stația de tratare Cărăboaia. În posibilitatea nefuncționării turbinei, ruperea de presiune se realizează într-o cameră de rupere a presiunii dotată cu vane conice cu plutitor și cu o pâlnie de preaplin, ce asigură o presiune constantă, indiferent de nivelul apei în lac, în conductă.
Centrala hidroelectrică și camera de rupere a presiunii sunt situate în dreptul ploturilor 17 și 18. Cota din amonte este de 513,5 m iar cea din aval de 456,5 m, centrala având o cădere de 57 m. Debitul instalat este de 8 metri cubi pe secundă.
Centrala aparține de Hidroelectrica SA, Sucursala Hidrocentrale Bistrița-Piatra Neamț, punct de lucru Poiana Uzului.
Pe conducta de apă potabilă Poiana Uzului–Bacău, la punctul 23,6 km față de stația de pompare Moinești și unde conducta are diametrul de 800 mm, se află microhidrocentrala (MHC) Canton Stejaru de Jos cu o putere instalată de 0,388 MW și cu licență din 2011, ce are în componență o micro-hidroturbină Francis, un generator, o conductă de ocolire și un transformator ridicător de tensiune de 400 kVA pentru furnizarea în rețeaua de electricitate de 20 kV. Se află în proprietatea Companiei Regionale de Apă Bacău (CRAB).

## Efectele seismelor și îmbătrânirii

### Seismele
După STAS 11100/1-1991, barajul se află în macrozona de intensitate I=71, unde indicele 1 corespunde unei perioade medii de revenire de 50 ani.
Primul mare cutremur suportat de baraj a fost cel din 4 martie 1977, fiind aflat la o distanță de 60 km nord-est de epicentru și cel mai aproape dintre toate barajele mari din țară. Obiectivul nu a suferit probleme, fără a avea consecințe semnificative asupra structurii. Doi angajați care s-au aflat pe și lângă baraj în timpul seismului au avut dificultăți în a sta în picioare, relatare care a condus la aprecierea intensității cutremurului la gradul de VII pe scara Mercalli. Comisia responsabilă de verificarea comportării barajului a apreciat, luând în calcul corelațiile comportării construcțiilor civile, că intensitatea cutremurului a fost de V–VII pe scara Mercalli.
În 1979, Centrul de Fizica Pământului și Seismologie a elaborat un studiu asupra caracteristicilor seismice ale amplasamentului, unde s-au stabilit parametrii VII MKS (intensitate maximă observată), VIII MKS (intensitate maximă posibilă), cutremurul de funcționare (SDE – aH = 0.10 g, aY = 0.07 g), cutremurul de securitate (DBE – aH = 0.20 g, aY = 0.13 g) și perioada predominantă (T01= 0.25 secunde, T02= 0.60 secunde, T03= 0.78 secunde).
După cutremurul din 1977 obiectivul a mai suportat cutremurele majore din 30 august 1986 și 30 mai 1990, unde intensitatea la baraj a depășit gradul 7 MKS. Măsurătorile și observațiile vizuale au evidențiat efecte minore în urma seismelor.

### Probleme și rezolvări

#### Sistemul de injecții-drenaje
Începând din anul 1979 au fost observate în urma monitorizării modificări la nivelul fundației cu injecții și în cazul eficienței sistemului de drenaj al apelor, caracterizate de fisuri în amonte și respectiv depășirea capacității sistemului de drenaj, unde au existat și antrenări de material solid, factori ce au cauzat creșterea subpresiunii.
În perioada 16 aprilie și 15 mai 1984, concomitent cu creșterea nivelului apei până la cota 510,48 m.d.m., a avut loc un comportament anormal prin creșterea debitelor colectate, prin intrarea în funcțiune a unor foraje anterior inactive și pornirea unor jeturi de apă direct din zona de contact între beton și rocă în galeriile de drenaj de-a lungul rosturilor de contracție dintre ploturi. Concomitent cu acest fenomen s-au înregistrat și deplasări anormale mai mari decât precedentele și mai ales schimbarea bruscă a modelului de deplasare. De asemenea, au fost înregistrate mișcări în sus ale ploturilor 5 și 10 din apropierea versantului drept, având drept rezultat fisurarea vârfului barajului și deschiderea rostului dintre ploturile 6 și 7. În urma incidentului nu s-a recurs la golirea lacului întrucât situația a revenit la normal în timp relativ scurt.
În urma problemelor au avut loc lucrări de creștere a gradului de siguranță începând din 1984 și care s-au terminat în 1995 în prima etapă, fiind proiectate și asistate tehnic de către Institutul de Planuri de Amenajare și Construcții Hidrotehnice (IPACH)/Aquaproiect. Filiala Bacău a Regiei Autonome Apele Române, proprietarul barajului, a urmărit comportarea barajului iar referatele anuale ale comportării au fost realizate de către Întreprinderea de Construcții Hidroenergetice (ICH) București (în prezent parte a Institutului Național de Cercetare-Dezvoltare pentru Protecția Mediului (ICIM)) până în anul 1991 și Aquaproiect începând din 1991. Lucrările s-au concretizat în 205 foraje de drenaj ce au totalizat 6670 m, executate în perioada 1986–1990 pe întreaga ampriză a barajului. De asemenea, au mai fost completări ale sistemului de monitorizare cu 100 foraje pentru piezometre și 12 senzori de rocă, din care 28 de foraje au fost în ciuperca ploturilor 5–30, 15 de foraje în lungul contraforților 5, 7, 11, 14, 20, 24 și 28 și 11 foraje în avalul contraforților. S-au mai făcut injecții de consolidare în fisurările rocii de bază, la 6 m de piciorul aval al ploturilor 6–12 de pe versantul drept, în 7 rânduri de foraje adânci de 20 m și o distanță între ele de 2,50 m, în perioada 1991–1996. S-a mai instituit o metodă nouă de analiză cu 6 sisteme de monitorizare.
Prin crearea noilor foraje de drenaj s-a relevat o cale preferențială de drenaj care s-a încercat a fi oprită prin colmatare cu aruncarea de cenușă de termocentrală în lac, în 1985 și 1988. Cu toate acestea, închiderea a avut loc prin injecții oblice, din aval spre amonte, pentru a ajunge în zona voalului din fundația ploturilor 7–10, cu spațiul dintre contraforți, între 1989 și 1990.
În 1992, Institutul Național de Meteorologie și Hidrologie (INMH) a refăcut studiile hidrologice pentru Ministerul Mediului, unde a reieșit că noile debite determinate pentru asigurările de calcul depășesc mult debitele din momentul proiectării. În timpul funcționării s-au remarcat disfuncționalități ale echipamentelor hidromecanice, fiind adaptate parțial ulterior. În 1995 s-a reexaminat gradul de siguranță în asociere cu un raport de sinteză asupra comportării pe întreaga exploatare în timp. Din anul 1993 s-a impus restricția nivelului apei la cota 500 m.d.m., din cauza comportării anormale din 1984, nerealizarea completă a lucrărilor din documentație, și pentru a menține o tranșă de atenuare cu scopul reducerii debitelor defluente la capacitatea albiei aval.
Pe fondul probabilității atingerii șirurilor de drenuri dintre ploturi a limitei zonei de influență a injecțiilor de consolidare, realizate cu aceeași tehnologie cu cea a perdelei de injecții, acest lucru a constituit una dintre cauzele pentru care drenajul preia o parte mică din apele de infiltrație, fenomen ce a dus la anomalii în comportarea barajului. În anul 1996 a fost elaborat un proiect de ameliorare a siguranței, pentru realizarea adâncirii drenajelor și extinderii zonei de consolidare în aval de piciorul barajului, la 26 m, unde personalul implicat a preferat la consolidări și etanșeizări aplicarea aceleiași tehnologii.
Autorizația de funcționare în siguranță a barajelor a impus înălțimea maximă a acumulării de 62 m (507 m.d.m.).

#### Agresivitatea apei
Apele lacului Poiana Uzului sunt considerate agresive în perioadele calde și foarte agresive în perioadele reci ale anului, după datele obținute în perioada 1989–1991 de ICIM și prelucrate de Aquaproiect. Agresivitatea este definită prin capacitatea de atac al sistemului unitar de injecții-drenaje, cât și al corpului barajului, prin decalcifierea cimentului. Fenomenul are loc când în cimentul întărit se dizolvă hidratul de calciu prin atacarea acestuia de ape foarte curate și foarte puțin mineralizate, cu pH cu valoarea 7, unde hidratul intră în reacție cu bioxidul de carbon din atmosferă sau cu cel dizolvat în apă și intră în procesul de carbonatare. Carbonatul de calciu alături de rezidurile cimentului sunt transportate de apă și sunt depuse în fisurile drenurilor și în drenuri, fenomen ce duce la colmatare. Procesul de carbonatare a hidratului este continuat prin spălarea cimentului din perdeaua de etanșare și revenirea la permeabilitatea anterioară injectării rocii. În perioada studiilor, apa din lac avea o mineralizare scăzută și variații ale pH-ului între 7 și 8,2, cu o agresivitate ușoară de dezalcalinizare, cu scăderea durității odată cu adâncimea spre drenuri și prin creșterea conținutului de ioni de sodiu și potasiu. Fenomenul decalcifierii a fost constatat.
În legătură cu reacțiile chimice între ciment și apă, personalul barajului este expus la potențiale asfixieri prin aglomerarea gazelor de bioxid de carbon și hidrogen sulfurat nedetectate în puțurile de drenaj sau zone neventilate.

#### Îmbătrânirea sau defectarea echipamentelor
În octombrie 2016, ca urmare a unei perioade de ploi abundente, a fost pusă în funcțiune o vană a golirii de fund nr. 1, de unde s-au auzit zgomote și vibrații puternice. După o cercetare, vana fusese înfundată cu crengi, bușteni și resturi metalice și s-a inițiat un program de reabilitare. Personalul din Comisia Națională pentru Siguranța Barajelor și Lucrărilor Hidrotehnice (CONSIB) a evaluat starea de siguranță și s-a stabilit refacerea batardoului clopot, grătarului din amonte de golirea de fund și inspectarea celorlalte goliri, prin intermediul scafandrilor ajutați de ponton și troliu. În 2017, Administrația Bazinală de Apă (ABA) Siret a început programul de investiții și s-a decis și reabilitarea vanei. Pentru ca scafandrii să lucreze în siguranță, în condițiile unei presiuni mari a apei, în perioada martie–aprilie 2019 nivelul apei a fost scăzut la nivelul de 479 m.d.m., cotă aflată la aproximativ 12 m deasupra prizei de apă nr. 2, ce reprezintă 53 % din presiunea hidrostatică acceptată și o înălțime a lacului de 33 m. Lucrările au avut loc prin respectarea regulamentului de exploatare al acumulării, actualizat de ABA Siret în 2017 și confirmat de Administrația Națională Apele Române în 2018. În martie 2019 s-au inspectat și malurile lacului redus din dimensiuni, unde nu s-au găsit alunecări de teren.
Zona grătarului era înfundată într-un procent de 80 % cu resturi, în special bușteni mari. După montarea batardoului s-a început umplerea lacului pentru a evita turbiditatea apei și conținutul ridicat de mangan, diluat la niveluri normale atunci când lacul este la înălțimea normală, precum și cheltuielile pentru distribuția apei spre Bacău prin stația de pompare Moinești.

### Supravegherea la nivel național și internațional
În anul 2003, Guvernul României a solicitat asistența Băncii Mondiale cu scopul de a reduce vulnerabilitățile în fața unor dezastre naturale la care este expusă țara. În cazul particular al barajul Poiana Uzului s-a luat în vedere problema din 1984 a infiltrării apei, care cu toate că s-a încercat rezolvarea ei prin foraje de drenaj și injecții, barajul nu respectă cerințele naționale și internaționale de siguranță în exploatarea unor asemenea obiective. Din punctul de vedere al siguranței s-a ajuns la concluzia că renovarea barajului și a echipamentului aferent este în general necesară și că în eventualitatea unui accident trebuie luate în considerare consecințele: un debit mai mare de 70 000 metri cubi/secundă va afecta aproximativ 25 000 de locuitori din aval, un număr considerabil de gospodării și producția a 27 de companii, incluzând Rafinăria Dărmănești.
În 2004 a fost realizat un studiu de către Banca Mondială și Guvernul României, unde au fost identificate nouă baraje mari care necesită diverse intervenții pentru a le spori siguranța în exploatare și pentru a le restabili capacitatea inițială: Berdu (Maramureș), Vârșolț (Sălaj), Măneciu (Prahova), Dridu (Ialomița), Siriu (Buzău), Poiana Uzului (Bacău), Leșu (Bihor), Valea de Pești (Hunedoara), Pucioasa (Dâmbovița). Acestea prezintă riscuri semnificative în caz de defecțiune datorită amplasării în zone populate, care totalizează 338 000 persoane în zone de risc direct și 820 000 persoane afectate, iar întreruperea activităților umane și economice ar duce la pierderi economice substanțiale. Costurile estimate inițial la cele nouă baraje mari au fost de 53,3 milioane USD, însă estimarea revizuită cu studiile de fezabilitate actualizate a fost de 100,3 milioane USD. Din cauza costurilor s-au ales 4 baraje cu prioritate, primul fiind Poiana Uzului prin lucrări de consolidare a rocii de fundație, injecții, îmbunătățirea echipamentului și creșterea capacității deversoarelor, la un cost de 3,4 milioane de euro.
În 2011, în cadrul unei reuniuni a Comisiei Internaționale a Marilor Baraje⁠(en)[traduceți] (ICOLD) de la Lucerna (Elveția), a fost prezentată în plen o comunicare a inginerului Dan Stematiu și a colaboratorilor din cadrul delegației române a Comitetului Român al Marilor Baraje (CROMB), unde s-au menționat fenomenele de îmbătrânire ale barajului Poiana Uzului.

Baraje cu contraforți tip ciupercă sau cu contraforți-evidate asemănătoare după tehnologiile aplicate în materie de fisurări și fundații pe terenuri slabe
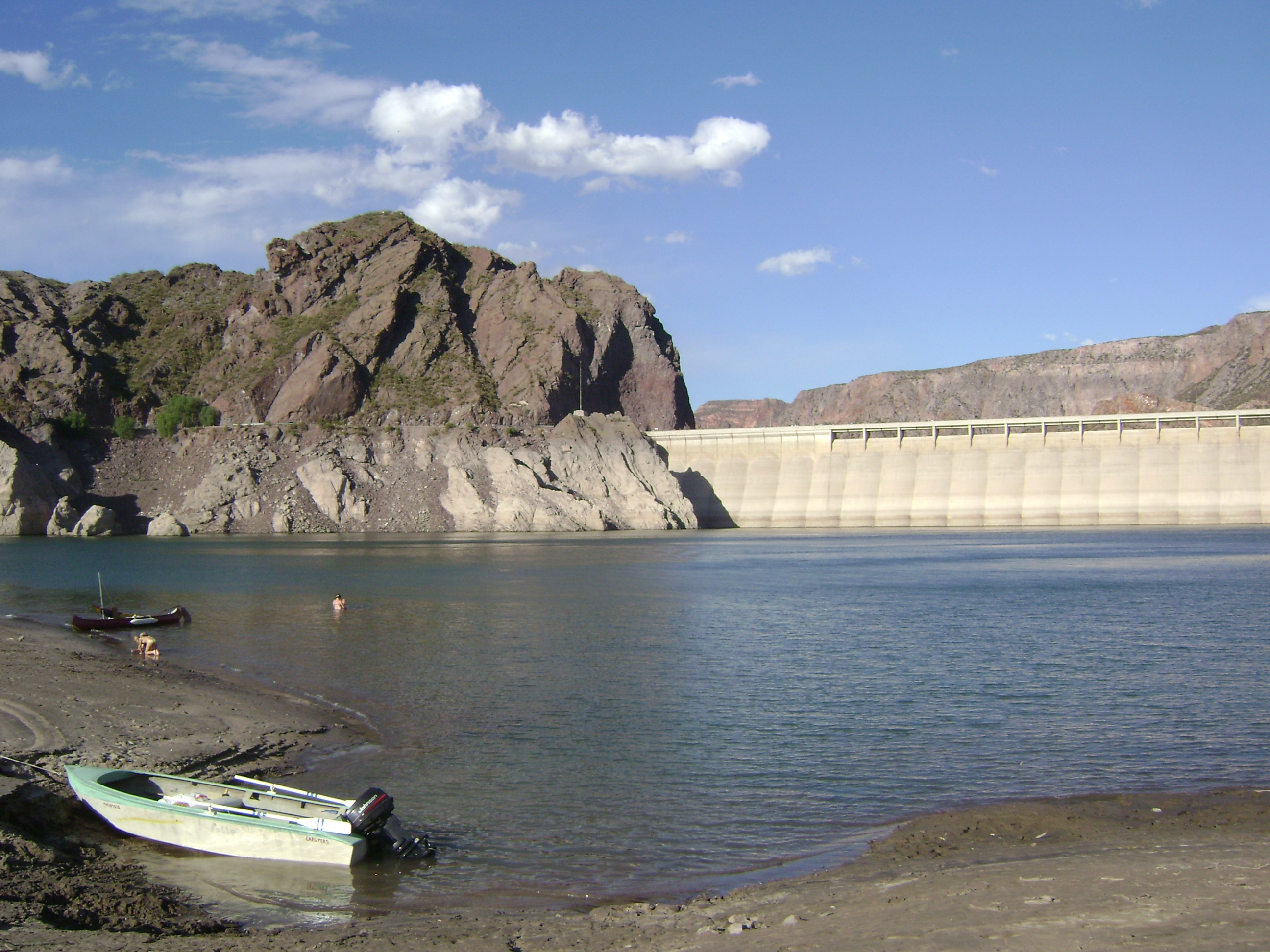
Valle Grande⁠(de)[traduceți] (Argentina, 1964) – contraforți cu lățime mică în amonte și tălpi joantive
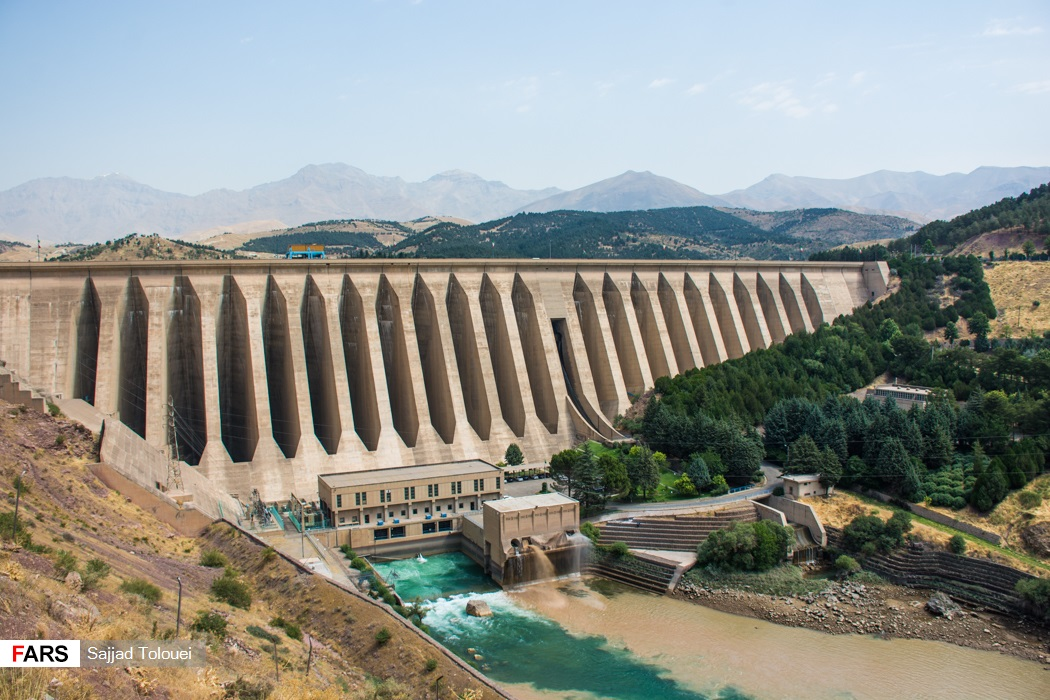
Farahnaz Pahlavi (în prezent Latyan, Iran, 1967) – contraforți cu lățime mică în amonte și tălpi joantive
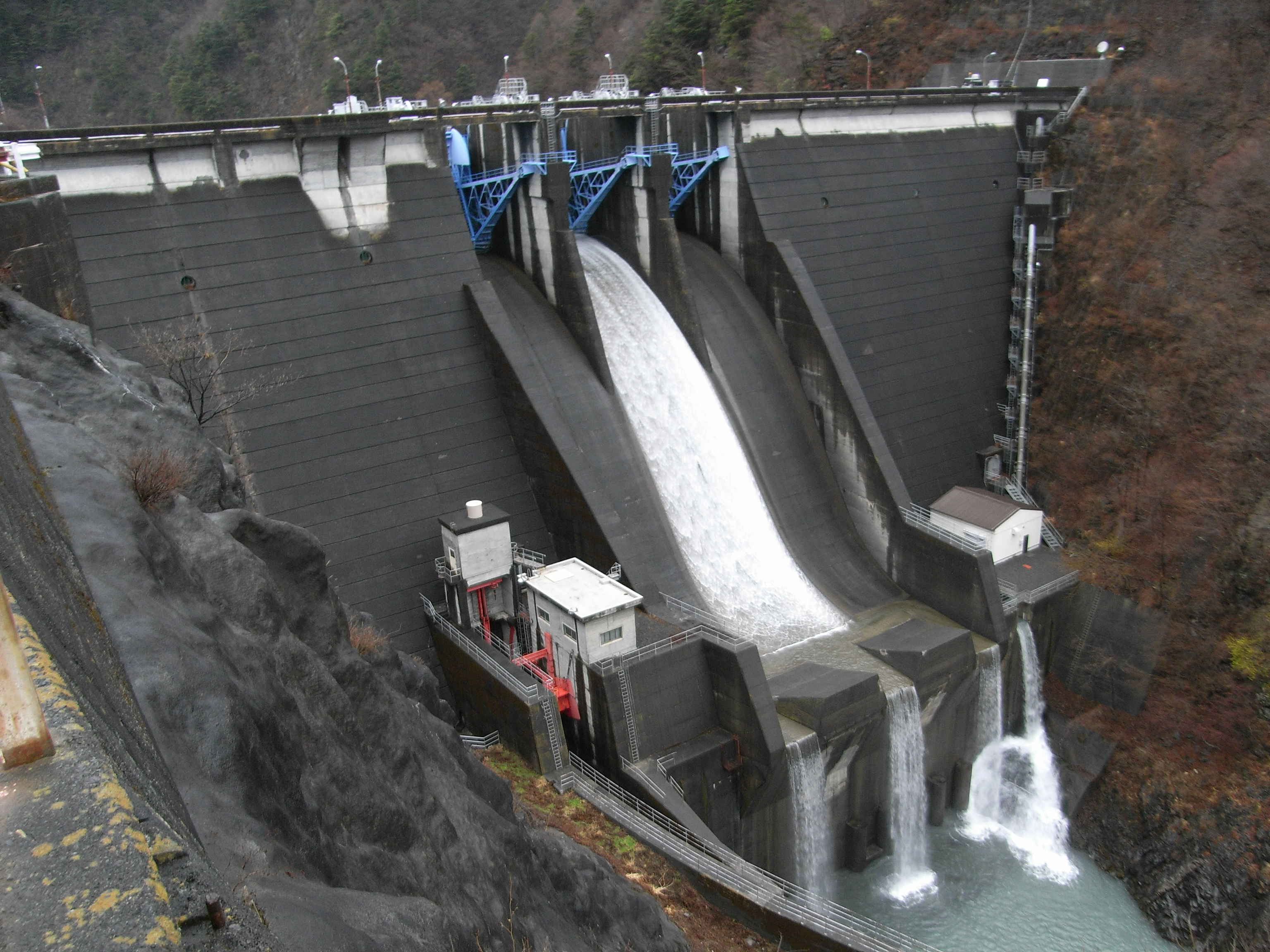
Hatanagi-II⁠(en)[traduceți] (Japonia, 1962) – tălpi joantive
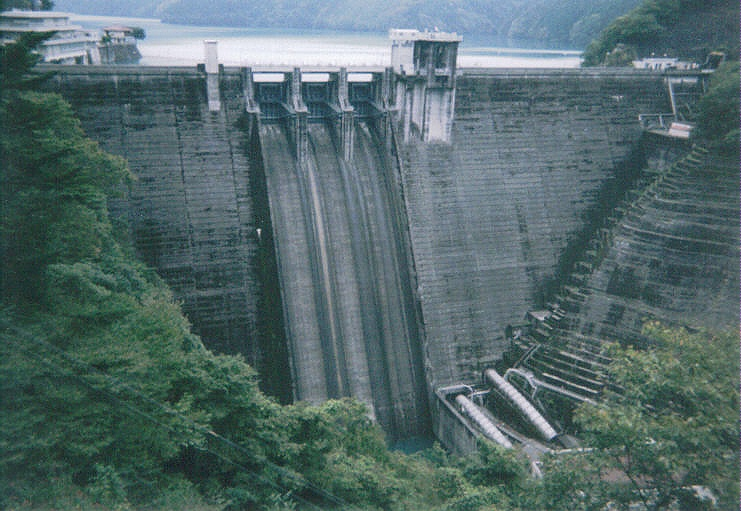
Ikawa⁠(en)[traduceți] (Japonia, 1957)  – tălpi joantive

## Date de interes turistic
- Lacul de acumulare Poiana Uzului;[103]
- Pădurea Izvorul Alb;
- Rezervația naturală Nemira;

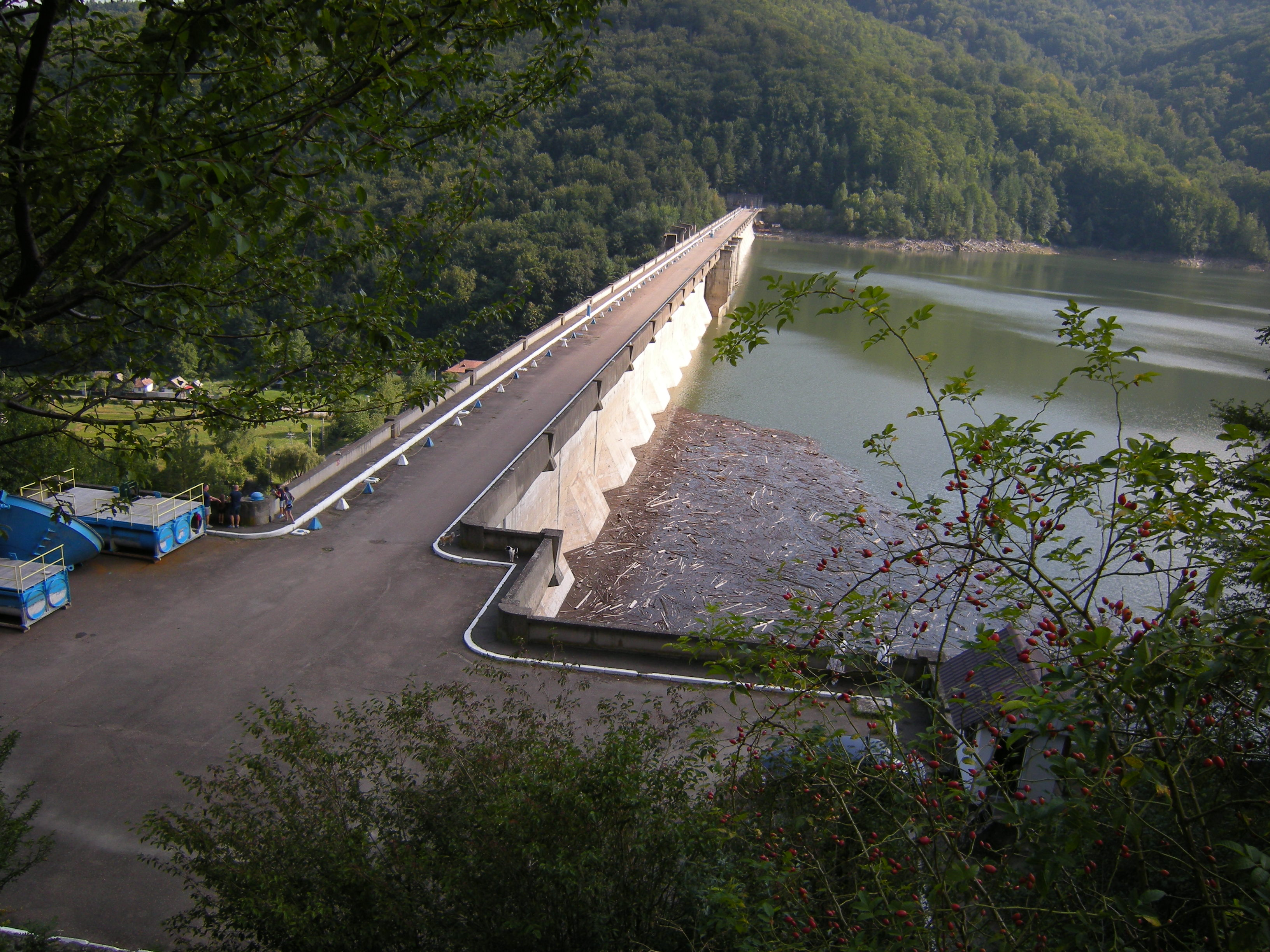
Barajul văzut de pe versantul Munților Ciucului

- Releul de radio-televiziune Lapoș;
- Fostul castel Știrbey;[103]
- Hanul Poiana Uzului,[104] poziționat la 300 m de baraj,[105] dotat cu restaurant, terasă și spațiu de cazare pentru 50 de persoane;[104]
- Defileele Uzului,[10][103] în amonte de lac;[10]
- Cascada Nasolea Mare;
- Cascada Nasolea Mică;
- Lacul Bălătău, la 3 km de satul Sălătruc;[103]
- Tuful de la Valea Uzului;
- Valea Uzului, Harghita

- Cimitirul Eroilor din Valea Uzului;
- Tabăra de vară pentru pionieri și școlari de la intrare în defileu și la 10 km de baraj.

- Eghersec, Harghita;
- Pasul Uz.

## Note

Simbol universal în dreptul internațional umanitar ce reprezintă construcțiile și instalațiile care conțin forțe periculoase: baraje, diguri și centrale electrice nucleare.